# 组织 (管理学)
在管理学中，組織是在選定的員工和工作場所之間建立有效的权威關係，以便組織能有效的協同工作，或將工作劃分數個部門的過程。